# おれんじエース
おれんじエースは、四国開発フェリー（四国オレンジフェリー）が運航していたフェリー。

## 概要
今治造船今治工場で建造され、1989年7月20日に就航した。
共有建造制度を利用して建造された船舶整備公団（運輸施設整備事業団を経て鉄道建設・運輸施設整備支援機構）との共有船である。
おれんじホープの就航により、2005年1月16日に引退した。
その後、韓国の石島国際航運に売却されSHIDAOとなり、韓国の全羅北道と中国の山東省を結ぶ航路に就航している。 

### 航路
オレンジフェリー
- 神戸港 - 東予港 - 新居浜港

石島国際航運
- 群山港 - 石島港（山東省威海市）

週3往復が運航されている。片道の航海時間は15時間。

## 設計
船体は4層構造で最上部に操舵室、その下に2層の船室、続いて2層の車両甲板となっていた。

## 船内

### 船室
- 特等室
- 1等室
- 2等室

### 設備
パブリックスペース
- 案内所
- フォワードサロン

供食設備
- レストラン

入浴設備
- 展望浴室